# José Eduardo Pavez
José Eduardo Pavez (13 de octubre de 1969 (55 años) Tehuixtla, Morelos, México ) es un futbolista mexicano. Jugó como centrocampista. Fue miembro de la Selección Mexicana durante los Juegos Olímpicos de 1992 en Barcelona, España. Jugó en el Club Necaxa y Club Atlante. Es hijo de Mario Pavéz, jugador argentino que vino a México para jugar en el América.

## Trayectoria

### Clubes
| Club                          | País   | Año         |
| ----------------------------- | ------ | ----------- |
| Club de fútbol Tampico-Madero | México | 1986        |
| Club de Fútbol Atlante        | México | 1992 - 1993 |
| Toros Neza                    | México |             |
| Club Necaxa                   | México | 1993 - 1994 |

## Selección nacional

### Categorías menores
Sub-23
| Torneo                   | Sede   | Resultado    |
| ------------------------ | ------ | ------------ |
| Juegos Olímpicos de 1992 | España | Primera fase |